# Buš
Buš település Csehországban, Nyugat-prágai járásban. Buš Slapy, Korkyně, Čím, Rabyně és Nové Dvory településekkel határos. Lakosainak száma 333 fő (2024. január 1.).

## Népesség
A település lakosságának változását az alábbi diagram mutatja:
| Lakosok száma | 337  | 278  | 247  | 206  | 179  | 210  | 332  | 343  | 349  | 333  |
|               | 1869 | 1890 | 1921 | 1950 | 1980 | 2001 | 2017 | 2019 | 2022 | 2024 |